# Арап, Максим Георгиевич
Макси́м Гео́ргиевич Ара́п (19 марта 1981) — российский футболист, полузащитник.

## Карьера
Начал заниматься футболом в СДЮШОР «Зенит» под руководством М. А. Лохова. В 1996—1997 годах регулярно вызывался в юношескую сборную России под руководсквом Пахомова, Кузнецова. В 1997 г. подписал первый контракт с ФК «Зенит». В 1998 г. был принят в дубль «Зенита» под руководством Бурчалкина и Булавина. В 2000 г. Морозов стал призывать в основную команду вместе с другими футболистами, игравшими в дубле. В этом же году дебютировал на «Петровском» в высшей лиге в игре против «Ротора» (4:0).